# Station Łobez
Station Łobez is een spoorwegstation in de Poolse plaats Łobez.